# 北ボルネオ直轄植民地

北ボルネオ直轄植民地
Crown Colony of North Borneo (英語)

国歌: God Save the Queen（英語）
女王陛下万歳

北ボルネオ直轄植民地（きたボルネオちょっかつしょくみんち、英語: Crown Colony of North Borneo）は、ボルネオイギリス軍政部解体直後に成立したボルネオ島に於けるイギリスの直轄植民地である。
1963年9月16日にマレーシアが成立したことによって、この地域はサバ州として引き継がれた。